# 영성여자중학교
영성여자중학교(英成女子中學校)는 경기도 성남시 수정구 산성동에 있었던 공립 중학교이다.

## 학교 연혁
- 1985년 1월 21일 : 18학급 학교 설립 인가
- 1985년 3월 1일 : 초대 안영환 교장 취임
- 1985년 3월 5일 : 신입생 383명 입학(6학급)
- 1988년 2월 12일 : 제1회 졸업(369명)
- 2003년 8월 5일 : 별관 증축 완공 (교실, 급식소, 식당, 화장실)
- 2012년 3월 1일 : 제10대 윤정심 교장 취임
- 2016년 2월 11일 : 제29회 졸업식(128명)
- 2016년 3월 2일 : 입학식(77명 입학)
- 2017년 3월 1일 : 창곡중학교 및 창곡여자중학교와의 통폐합 하여 창성중학교 건물로 사용[2], 32년만에 폐업

## 학교 상징
- 교목(校木) - 향나무
- 교화(敎化) - 목련

## 참고 자료
- 영성여자중학교 - 한국교육학술정보원 학교알리미